# Waitakere City
Waitakere City war bis zum 30. Oktober 2010 eine eigenständige Territorial Authority (Gebietskörperschaft) in der Region Auckland auf der Nordinsel von Neuseeland. Im Jahr 2006 war Waitakere City mit 186.447 Einwohnern die fünftgrößte Stadt des Landes.

## Zusammenlegung zum Auckland Council
Waitakere City wurde am 1. November 2010 zusammen mit den Städten Auckland City, Manukau City und North Shore City, den Distrikten Papakura District, Rodney District und einem Teil des Franklin Districts und der Verwaltungseinheit Auckland Region zum Auckland Council zusammengefasst. Mit Auckland war früher zumeist der Großraum Auckland gemeint, zu dem neben Auckland City noch Manukau City, Waitakere City und North Shore City gehörten, seit 2010 verbindet man mit dem Namen Auckland den Auckland Council.

## Geographie
Waitakere City grenzte mit einer Fläche von 367 km² im Norden an den Rodney District, im Nordosten an das Stadtgebiet von North Shore City und im Südosten an die Stadt Auckland City. Im Westen bildete die Tasmansee die natürliche Grenze, während im Süden der Manukau Harbour an das Stadtgebiet anschloss.

## Stadtteile
Die Stadt Waitakere City gliederte sich in unterschiedliche Stadtbezirke:
- New-Lynn-Bezirk (New Lynn Ward) ganz im Süden: New Lynn, Glen Eden, Kelston, Green Bay, Titirangi, Kaurilands, Waima, und Woodlands Park.
- Henderson-Bezirk (Henderson Ward) im Zentrum: Henderson, Glendene, Te Atatu South, und Te Atatu Peninsula (früher Te Atatu North) und
- Massey-Bezirk (Massey Ward) im Norden: Whenuapai, Hobsonville, West Harbour, Massey, Ranui, und Henderson North.

## Persönlichkeiten
- Daniel Shirley (* 1979), Badmintonspieler